# БАСК
БАСК (на сръбски: Београдски академски спортски клуб) е сръбски футболен клуб от община Чукарица в окръг Белград. Основан е през 1903 г. и играе домакинските си мачове на стадион „Царева чуприя“, с капацитет 3000 места.

## История
Клубът е създаден през 1903 г. под името СК Соко. Най-добрите години на клуба са през 30-те години на ХХ век, когато играе в най-горната част от шампионата на Кралство Югославия. Най-добрият резултат на клуба е 5-о място през сезон 1932/33. През сезон 2010/11 БАСК печели Първа лига и 70 години по-късно печели правото да участва в топ дивизията на страната. Но поради финансови проблеми, клубът, вместо в Супер лигата, е изпратен във Втора лига, където през следващия сезон заема 13-о място.

## Предишни названия
- 1903 – 1933 – СК Соко
- 1933 – 1945 – БАСК
- 1945 – 1953 – Сеняк
- 1953 – сега – БАСК